# Torhout
Torhout (fr. Thourout, vls. Toeroet) – miasto w północno-zachodniej Belgii, w Regionie Flamandzkim, w prowincji Flandria Zachodnia, w okręgu Brugia. Liczy 20 965 mieszkańców (1 stycznia 2024).

## Podział administracyjny
W skład miasta nie wchodzi żadna dzielnica (deelgemeente).